# 毕克齐站
毕克齐站，位于中华人民共和国内蒙古呼和浩特市土默特左旗，邮政编码010107，建于1923年，是唐包铁路呼包段的一个车站。离曹妃甸北站901公里，离包头站129公里。该站隶属呼和浩特铁路局。不办理客运业务但办理货运业务（办理整车，不办理危险货物发到），为四等车站，本站及相邻上下行区间均为电气化区段。